# Саскачеванская телекоммуникационная холдинговая корпорация
Телекоммуникационная холдинговая корпорация Саскачевана, действующая как SaskTel, является телекоммуникационной компанией, принадлежащей канадской короне, базирующейся в провинции Саскачеван. Принадлежащий правительству провинции оператор предоставляет услуги проводной и беспроводной связи, включая стационарный телефон, мобильные сети, широкополосный доступ в Интернет (включая медный DSL, оптоволокно до дома и беспроводную широкополосную связь), IPTV и услуги безопасности. Через дочернюю компанию SaskTel International компания также работала над проектами телекоммуникационной инфраструктуры в таких странах, как Аргентина и Багамы, а также была ведущей компанией по внедрению систем связи и управления туннелем под Ла-Маншем между Англией и Францией.
По состоянию на 2022 год SaskTel обслуживает около 1,4 миллиона клиентов, а годовой доход составляет около 1,3 млрд канадских долларов.

## История
SaskTel была основана 12 июня 1908 года, как Department of Railways, Telegraphs and Telephones и за счёт приобретения других независимых телефонных компаний (включая Bell Telephone Company of Canada в Саскачеване в 1909 г.), быстро стала доминирующим государственным телефонным оператором в Саскачеване.
9 мая 1947 года премьер-министр Томми Дуглас объявил, что с 1 июня право собственности и операционные обязанности по телефонной системе провинции будут переданы недавно созданной коронной корпорации Saskatchewan Government Telephones. Это изменение было направлено на то, чтобы отделить административные обязанности в отношении телефонной системы от регулирующих обязанностей правительства.
В 1999 году SaskTel открыла в Йорктоне новую дочернюю компанию, известную как SecurTek, которая занимается услугами по обеспечению безопасности и мониторингу.
В 2002 году компания представила услугу цифрового телевидения на основе IPTV, известную как Max Entertainment Services, как одно из первых подобных предложений в Канаде.
В 2009 году SaskTel заключила соглашения о совместном использовании сети с Bell Canada и Telus, чтобы внести свой вклад в национальную сотовую сеть UMTS / HSPA +. В июле 2010 года SaskTel объявила о пробном запуске для сотрудников своей сети HSPA+. Услуги стали общедоступными 16 августа в таких мегаполисах, как Норт-Бэтлфорд, Мус-Джо, Принс-Альберт, Реджайна, Саскатун, Свифт-Каррент, Йорктон и Уэйберн . Он был запущен с рядом телефонов BlackBerry и Nokia, а также с обещанием выпуска iPhone в будущем.
В августе 2012 года SaskTel объявила, что в течение следующих семи лет построит волоконно-оптическую сеть до дома (FTTH) под торговой маркой Infinet (стилизованная под infiNET), начиная с частей Реджайны и Саскатуна и других городов. В январе 2013 года SaskTel объявила о запуске сети LTE в районах Реджайна и Саскатун с планами расширить покрытие на другие основные районы провинции к 2014 году. По состоянию на 2013 год у компании было зарегистрировано около 616 000 абонентов беспроводной связи и более 100 000 абонентов Max TV.
В июле 2015 года SaskTel приобрела у Freedom Mobile шесть лицензий на использование беспроводного спектра AWS-1.

### «Законопроект 40»
В 2016 году правительство Саскачеванской партии Брэда Уолла предложило «законопроект 40», который разрешал частичную приватизацию до 50 % провинциальной коронной корпорации без одобрения общественности. Законопроект вызвал опасения, что доли в SaskTel могут быть проданы третьим лицам; компания провела независимую оценку с учётом предложенного тогда приобретения бывшей телекоммуникационной компании MTS в Манитобе компании Bell Canada. Обзор показал, что чистая прибыль SaskTel рискует быть, «неспособной поддерживать уровень дивидендов, которые были возвращены провинции в последние годы», сославшись на возможность новой или усиленной конкуренции среди других компаний.
Уолл пообещал, что любая продажа акций SaskTel будет вынесена на публичный референдум. В августе 2016 года он заявил, что «если мы получим предложение и мы подумаем, принесёт ли оно значительную сумму денег для провинции, может быть, этого будет достаточно, чтобы погасить наш операционный долг (4,1 миллиарда долларов), если это решит вопрос с рабочими местами в Реджайне, если это обеспечит лучший охват, мы, по крайней мере, донесем это до людей, и нам понадобится кто-то, кто возглавит этот процесс».
В мае 2017 года, после принятия «законопроекта 40», сообщалось, что представители BCE Inc., Rogers Communications и Telus лоббировали и вели переговоры с Дастином Дунканом, министром, ответственным за SaskTel. Компания заявила, что встречи были посвящены текущим оптовым соглашениям между компаниями и не были связаны с приватизацией.
В августе 2017 года Уолл объявил, что отменит «законопроект 40»

### 2017—2020 годы

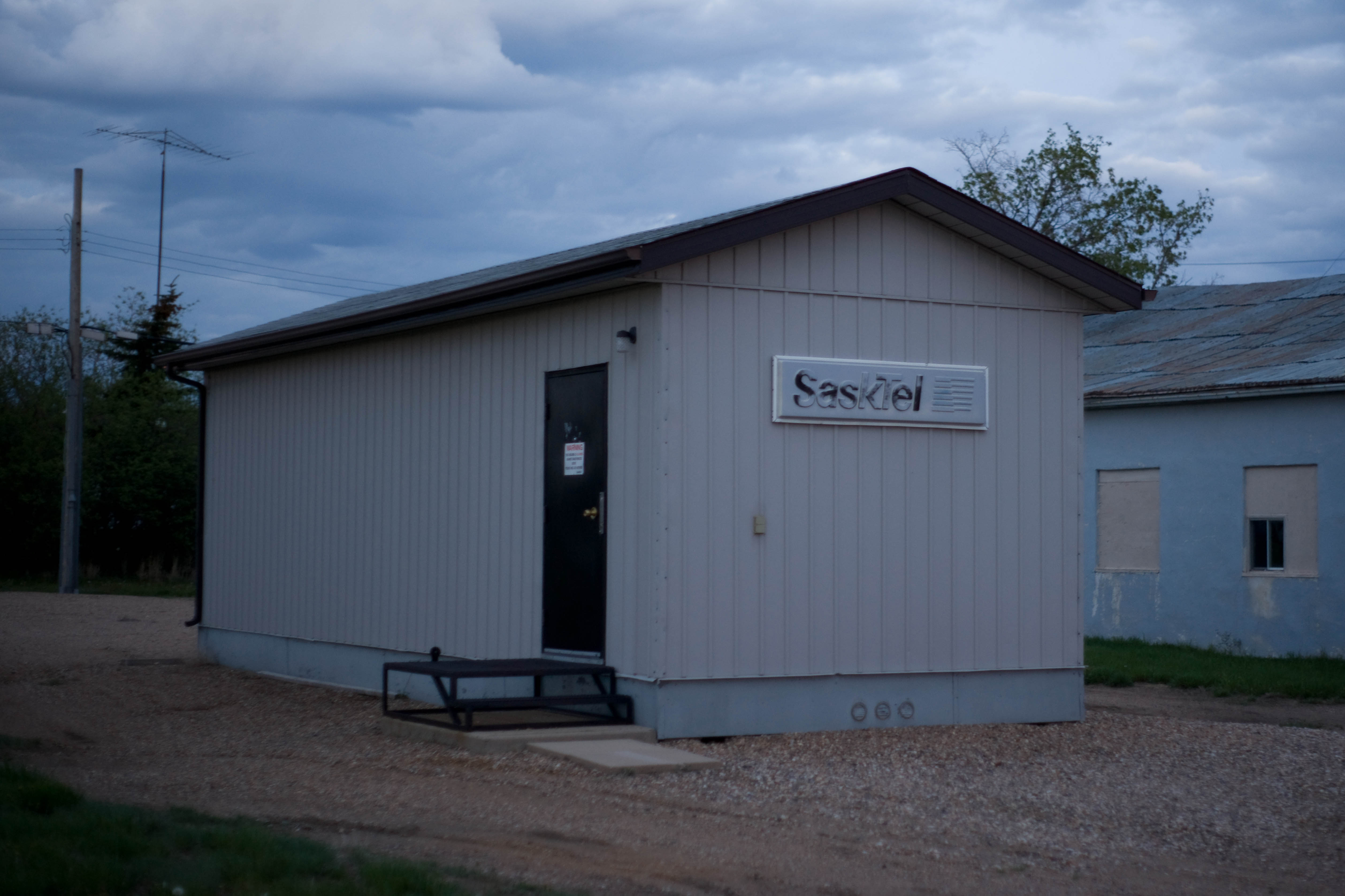
Объект SaskTel в посёлке Кадиллак

SaskTel закрыла свою сеть CDMA в июле 2017 года. В августе 2017 года SaskTel объявила, что построит FTTH в Ростерне (который находится между Саскатуном и Принс-Альбертом). Это было частью пилотной программы по развёртыванию службы в некоторых сельских районах Саскачевана. Он также запустил новый набор продуктов для умного дома и домашней безопасности совместно с SecurTek и Alarm.com.
В апреле 2018 года справочное подразделение DirectWest расширилось до наружной рекламы за счёт покупки цифровых рекламных щитов.
В мае 2018 года SaskTel объявила о капитальных вложениях в размере 301 млн долларов США в улучшение своих услуг в течение следующего года, из которых 61,2 млн долларов США будут направлены на развёртывание FTTH для 22 000 дополнительных клиентов, 26,5 млн долларов США на улучшение своей беспроводной сети и 109,1 млн долларов США на обслуживание клиентов.
В августе 2018 года SaskTel запустила MaxTV Stream, новую услугу IPTV с тонким пакетом, использующую платформу Ericsson MediaFirst, работающую в виде приложения на приставках Android TV. На момент запуска услуга была доступна на всех рынках SaskTel FTTH, а также в 11 сельских населённых пунктах.
21 февраля 2019 г. SaskTel объявила, что все клиенты, имеющие доступ в Интернет, будут переведены на электронный биллинг, процесс, которого начался 27 марта.

#### Забастовка Unifor
4 октября 2019 года 5000 рабочих Unifor, представляющих семь коронных корпораций Саскачевана, включая SaskTel и две дочерние компании, объявили забастовку. SaskTel заявила, что эта забастовка не повлияет на обслуживание её клиентов (включая онлайн-выставление счетов и управление учётными записями через веб-сайт mySaskTel), но основные розничные магазины SaskTel будут закрыты на время, и что клиенты не смогут активировать новый дом. услуги или перевести их на новое место жительства. После первоначального пикета за пределами съезда Партии Саскачевана 8 октября, рабочие пикетировали возле колл-центра SaskTel в Реджайне, не давая менеджерам войти.
В тот же день Unifor заявила о своём намерении вернуться к акции «работа по правилам» 8 октября без новой сделки. Однако SaskTel объявила, что не позволит профсоюзным работникам вернуться, поскольку «неизвестные и периодические забастовки» могут поставить под угрозу качество обслуживания (Unifor заявил, что будет уведомлять о любых будущих забастовках только за 24 часа). В знак солидарности оставшиеся участники забастовки (представляющие такие корпорации, как SaskPower) также решили не возвращаться к работе.
В октябре 2019 г. SaskTel и Unifor достигли предварительного соглашения, ожидающего ратификации, и работа сотрудников возобновилась 22 октября 2019 года. 15 ноября, Unifor сообщил, что соглашение было ратифицировано сотрудниками SaskTel.

### 2020-е годы
24 июня 2020 года, SaskTel объявила, что не будет использовать оборудование Huawei для своих услуг 5G, сославшись на желание, остаться единым со своими роуминговыми партнёрами Bell и Telus (оба выбрали Ericsson в качестве поставщика). 15 марта 2021 года, SaskTel объявила, что к концу года, она начнёт предварительное развёртывание услуги 5G в Саскатуне и Реджайне, при этом Samsung Electronics будет единственным поставщиком оборудования для сети. Позже, Samsung Electronics объявила, что откроет региональный офис в Реджайне.
В декабре 2021 года SaskTel анонсировала новый мобильный бренд, известный как Lüm Mobile, предоплаченный MVNO с самообслуживанием.
10 марта 2022 года, SaskTel объявила, что 5G расширяется до Саскатуна, а в Реджайне добавлено больше вышек.

## Маркетинг
SaskTel является спонсорским партнёром Саскачеван Рафрайдерс Канадской футбольной лиги и был назван «партнёром-основателем» нового стадиона Мозаик в Реджайне после его открытия в 2016 году. В августе 2014 года SaskTel приобрела права на название Центра кредитных союзов Саскатуна и переименовала его в SaskTel Centre . Он также является генеральным спонсором Саскачеванского джазового фестиваля в Саскатуне.
С 2007 по 2016 год в маркетинге SaskTel широко использовались 3D-анимированные персонажи, такие как Красная Шапочка и золотая рыбка Гейнер (названная в честь талисмана Саскачеван Рафрайдерс). В декабре 2016 года компания представила новую брендинговую кампанию «Сегодняшний день».
В феврале 2019 года компания повторно запустила свою информационную кампанию против интернет-травли I Am Stronger, под названием Be Kind Online.